# ناکایاما تاداچیکا
ناکایاما تاداچیکا (به ژاپنی: 中山 忠親 Nakayama Tadachika); ۱ ژانویهٔ ۱۱۳۱ – ۱ ژانویهٔ ۱۱۹۵) یکی از اشراف وابسته به دربار امپراتوری ژاپن و نویسنده در دوره هی‌آن و اوایل دوره کاماکورا و یکی از اعضای بانفوذ خاندان فوجیوارا اهل ژاپن بود.